# Агафокл (греко-бактрийский царь)
Агафокл Дикайос (греч. Ἀγαθοκλῆς ὁ Δίκαιος; ? — 180 год до н. э./175 год до н. э.) — царь Греко-Бактрии в 180 — 175 годах до н. э. и царь Паропамисады в 190—175 годах до н. э. Эпитет переводится как «Справедливый».

## Биография
Происходил из династии Евтидемидов. Сын царя Деметрия I. Еще при жизни последнего Агафокл назначен наместником с титулом царя в области Паропамисады (между Бактрией и Гандхарой).
В 180 году до н. э. после смерти брата Евтидема II в результате каких-то волнений (возможно, их организовал сам Агафокл) или естественной смерти, объединил области Греко-Бактрии с Паропамисады. Вскоре после этого стал соправителем или наследником другого брата Панталеона, правившего в Гандхаре.
Продолжил традицию своего предшественника, чеканя медно-никелевую монету. Этот сплав в то время был известен лишь в Китае. Это, по мнению исследователей, свидетельствует о крепких торговых и культурных связях Греко-Бактрии времен Агафокла I с императорами династии Хань, возможно, c Лю Хун. В то же время присоединение индийских владений отразилось на двуязычии монет, где присутствуют индийские или буддистские слова или символы в сочетании с древнегреческими. На реверсе монет Агафокла впервые появились пракритские надписи письменностью кхароштхи или брахми.
Умер или погиб к 175 году до н. э., вероятно, во время восстания Эвкратида или Антимаха I. В индийских владениях занял трон Аполлодот I.

## Коммеморативные монеты
Агафокл известный серией коммеморативных (памятных) монет, которые он выпустил, чтобы показать преемство и законность своей власти. Судя по монетам, он претендовал на происхождение от Александра Великого. Кроме Александра известны монеты таких правителей: Антиоха Никатора, Диодота I Сотера, Евтидема I Теоса, Деметрия I Аникета и Панталеона Сотера.